# Skate Israel
Skate Israel (em hebraico:  סקייט ישראל) foi uma competição internacional de patinação artística no gelo de nível sênior, sediado em Israel. Foram disputadas oito edições da competição, sendo a primeira em 1995 e a última em 2005, sendo que a competição não foi disputada em 2001, 2002 e 2004, e todas as edições foram sediadas na cidade de Metula. Na competição eram disputados quatro eventos: individual masculino, individual feminino, duplas e dança no gelo.

## Edições
| Ano        | Edição               | Cidade sede          | Sênior               | Sênior               | Sênior               | Sênior               | Ref                  |                      |
| Ano        | Edição               | Cidade sede          | M                    | F                    | P                    | D                    | Ref                  |                      |
| ---------- | -------------------- | -------------------- | -------------------- | -------------------- | -------------------- | -------------------- | -------------------- | -------------------- |
| 1995       | 1.ª                  | Metula               | •                    | •                    | •                    | •                    | [ 1 ]                |                      |
| 1996       | 2.ª                  | Metula               | •                    | •                    | •                    | •                    | [ 1 ]                |                      |
| 1997       | 3.ª                  | Metula               | •                    | •                    | •                    | •                    | [ 1 ]                |                      |
| 1998       | 4.ª                  | Metula               | •                    | •                    | •                    | •                    | [ 1 ]                |                      |
| 1999       | 5.ª                  | Metula               | •                    | •                    | •                    | •                    | [ 1 ]                |                      |
| 2000       | 6.ª                  | Metula               | •                    | •                    | –                    | •                    | [ 1 ]                |                      |
| 2001– 2002 | Não houve competição | Não houve competição | Não houve competição | Não houve competição | Não houve competição | Não houve competição | Não houve competição | Não houve competição |
| 2003       | 7.ª                  | Metula               | •                    | •                    | •                    | •                    | [ 2 ]                |                      |
| 2004       | Não houve competição | Não houve competição | Não houve competição | Não houve competição | Não houve competição | Não houve competição | Não houve competição | Não houve competição |
| 2005       | 8.ª                  | Metula               | •                    | •                    | –                    | •                    | [ 3 ]                |                      |

## Lista de medalhistas

### Individual masculino
| Evento                  | Ouro                         | Prata                       | Bronze                    |
| Metulla 1995 (detalhes) | Michael Shmerkin · Israel    | Dmitry Dmitrenko · Ucrânia  | Evgeny Pliuta · Ucrânia   |
| Metulla 1996 (detalhes) | Igor Pashkevich · Azerbaijão | Dmitry Dmitrenko · Ucrânia  | Sergei Davydov · Rússia   |
| Metulla 1997 (detalhes) | Alexei Yagudin · Rússia      | Michael Shmerkin · Israel   | Sergei Rilov · Azerbaijão |
| Metulla 1998 (detalhes) | Dmitry Dmitrenko · Ucrânia   | Ivan Dinev · Bulgária       | Szabolcs Vidrai · Hungria |
| Metulla 1999 (detalhes) | Roman Serov · Rússia         | Yuri Litvinov · Cazaquistão | Szabolcs Vidrai · Hungria |
| Metulla 2000 (detalhes) | Roman Serov · Rússia         | Alexei Fedoseev · Rússia    | Michael Shmerkin · Israel |
| 2001–2002               | Não houve competição         | Não houve competição        | Não houve competição      |
| Metulla 2003 (detalhes) | Roman Serov · Israel         | Alexei Vasilevsky · Rússia  | Anton Smirnov · Rússia    |
| 2004                    | Não houve competição         | Não houve competição        | Não houve competição      |
| Metulla 2005 (detalhes) | Roman Serov · Israel         | Mikhail Magerovsky · Rússia | Alexander Shubin · Rússia |

### Individual feminino
| Evento                  | Ouro                           | Prata                         | Bronze                                |
| Metulla 1995 (detalhes) | Tanja Szewczenko · Alemanha    | Elena Liashenko · Ucrânia     | Kateřina Beránková · República Tcheca |
| Metulla 1996 (detalhes) | Elena Ivanova · Rússia         | Julia Vorobieva · Azerbaijão  | Elena Liashenko · Ucrânia             |
| Metulla 1997 (detalhes) | Elena Ivanova · Rússia         | Julia Vorobieva · Azerbaijão  | Kristina Czako · Hungria              |
| Metulla 1998 (detalhes) | Tatiana Malinina · Uzbequistão | Julia Vorobieva · Azerbaijão  | Júlia Sebestyén · Hungria             |
| Metulla 1999 (detalhes) | Daria Timoshenko · Rússia      | Júlia Sebestyén · Hungria     | Anna Rechnio · Polônia                |
| Metulla 2000 (detalhes) | Irina Tkachuk · Rússia         | Daria Zuravicki · Israel      | Helena Pajović · Iugoslávia           |
| 2001–2002               | Não houve competição           | Não houve competição          | Não houve competição                  |
| Metulla 2003 (detalhes) | Diána Póth · Hungria           | Daria Timoshenko · Azerbaijão | Iryna Lukyanenko · Ucrânia            |
| 2004                    | Não houve competição           | Não houve competição          | Não houve competição                  |
| Metulla 2005 (detalhes) | Viktória Pavuk · Hungria       | Sara Falotico · Bélgica       | Elena Zhidkova · Rússia               |

### Duplas
| Evento                  | Ouro                                                              | Prata                                                             | Bronze                                                            |
| Metulla 1995 (detalhes) | Sarah Abitbol · Stéphane Bernadis · França                        | Elena Berezhnaya · Oleg Shliakhov · Letônia                       | Olena Bilousivska · Serhiy Potalov · Ucrânia                      |
| Metulla 1996 (detalhes) | Evgenia Filonenko · Igor Marchenko · Ucrânia                      | Marina Khalturina · Andrei Kriukov · Cazaquistão                  | Irina Maslennikova · Konstantin Krasnenkov · Rússia               |
| Metulla 1997 (detalhes) | Elena Bogospasaeva · Oleg Ponomarenko · Rússia                    | Anna Kaverzina · Alexei Minin · Rússia                            | Natalia Ponomareva · Evgeny Sviridov · Uzbequistão                |
| Metulla 1998 (detalhes) | Dorota Zagorska · Mariusz Siudek · Polônia                        | Tatiana Totmianina · Maxim Marinin · Rússia                       | Oľga Beständigová · Jozef Beständig · Eslováquia                  |
| Metulla 1999 (detalhes) | Julia Obertas · Dmitri Palamarchuk · Ucrânia                      | Kateřina Beránková · Otto Dlabola · República Tcheca              | Oľga Beständigová · Jozef Beständig · Eslováquia                  |
| 2000–2002               | Não houve competição; em 2000 não houve disputa de duplas         | Não houve competição; em 2000 não houve disputa de duplas         | Não houve competição; em 2000 não houve disputa de duplas         |
| Metulla 2003 (detalhes) | Julia Shapiro · Vadim Akolzin · Israel                            | Marina Aganina · Artyem Knyazev · Uzbequistão                     | nenhum outro competidor                                           |
| 2004–2005               | Em 2004 não houve competição; em 2005 não houve disputa de duplas | Em 2004 não houve competição; em 2005 não houve disputa de duplas | Em 2004 não houve competição; em 2005 não houve disputa de duplas |

### Dança no gelo
| Evento                  | Ouro                                             | Prata                                       | Bronze                                                  |
| Metulla 1995 (detalhes) | Margarita Drobiazko · Povilas Vanagas · Lituânia | Elena Grushina · Ruslan Goncharov · Ucrânia | Elizaveta Stekonikova · Dimitri Kazarlyga · Cazaquistão |
| Metulla 1996 (detalhes) | Margarita Drobiazko · Povilas Vanagas · Lituânia | Galit Chait · Sergei Sakhnovsky · Israel    | Olga Sharutenko · Dmitri Naumkin · Rússia               |
| Metulla 1997 (detalhes) | Galit Chait · Sergei Sakhnovsky · Israel         | Albena Denkova · Maxim Stavisky · Bulgária  | Nina Ulanova · Mihail Stifunin · Rússia                 |
| Metulla 1998 (detalhes) | Galit Chait · Sergei Sakhnovsky · Israel         | Nina Ulanova · Mihail Stifunin · Rússia     | Agata Błażowska · Marcin Kozubek · Polônia              |
| Metulla 1999 (detalhes) | Galit Chait · Sergei Sakhnovsky · Israel         | Agata Błażowska · Marcin Kozubek · Polônia  | Julie Keeble · Lukasz Zalewski · Reino Unido            |
| Metulla 2000 (detalhes) | Galit Chait · Sergei Sakhnovsky · Israel         | Albena Denkova · Maxim Stavisky · Bulgária  | Anastassia Belova · Ilia Isaev · Rússia                 |
| 2001–2002               | Não houve competição                             | Não houve competição                        | Não houve competição                                    |
| Metulla 2003 (detalhes) | Galit Chait · Sergei Sakhnovsky · Israel         | Natalia Gudina · Alexei Beletsky · Israel   | Maryana Kozlova · Sergiy Baranov · Ucrânia              |
| 2004                    | Não houve competição                             | Não houve competição                        | Não houve competição                                    |
| Metulla 2005 (detalhes) | Galit Chait · Sergei Sakhnovsky · Israel         | Oksana Domnina · Maxim Shabalin · Rússia    | Anastasia Grebenkina · Vazgen Azrojan · Armênia         |